# Diospyros peekelii
Diospyros peekelii là một loài thực vật có hoa trong họ Thị. Loài này được Lauterb. mô tả khoa học đầu tiên năm 1911.